# Homère le roi des cabots
Pour plus de détails, voir Fiche technique et Distribution.
Homère le roi des cabots (Rover Dangerfield) est un film d'animation américain réalisé par James L. George et Bob Seeley, sorti en août 1991 aux États-Unis. C'est le quatrième long métrage des studios Hyperion Pictures et le seul produit en collaboration avec Warner Bros..

## Synopsis
Le film raconte l'histoire d'Homère, un chien basset hound bon vivant habitant Las Vegas, où sa maîtresse, Connie, une showgirl, le couvre d'affection. Le boyfriend de Connie, Rocky, un personnage peu scrupuleux et jaloux, va profiter de l'absence de la jeune femme pour tenter de noyer Homère en le jetant du haut du Barrage Hoover. L'animal est sauvé par deux pêcheurs, mais se retrouve à des kilomètres de sa ville natale, dans une petite ferme.
Là, il fera la connaissance de bon nombre de personnages, du jeune fermier qui le recueille à l'élégante Daisy en passant par le chien de berger Galopin.

## Fiche technique
- Réalisation : James L. George et Bob Seeley
- Producteur : Rodney Dangerfield
- Writer : Rodney Dangerfield
- Starring : Rodney Dangerfield
- Musique : David Newman
- Distributeur : Warner Bros.
- Format : 35 mm couleur, Dolby Stereo, rapport de forme : 1.85 : 1
- Durée : 74 minutes (1 h 14)
- Genre : Animation, comédie, aventure, fantastique
- Sortie officielle : 
  - États-Unis : 10 juillet 1991 (sortie limitée)
  - États-Unis : 2 août 1991
  - Canada et France : 19 juin 1992

## Personnages
- Homère - Homère est un gros chien court sur pattes (un basset hound), joueur, bon vivant, qui passe ses journées à savourer la vie, jusqu'au jour où, à cause de Rocky, il se retrouve dans une ferme et apprend la dure loi de la vie en dehors de son cocon. Il va devoir s'adapter à la vie de la ferme s'il veut y rester en attendant de rentrer chez lui. Cependant, sa rencontre avec Daisy va le bouleverser et lui faire sérieusement hésiter à quitter la ferme...
- Hardy - Le meilleur ami d'Homère, Hardy, un petit chien toujours présent pour rire aux blagues de son compère.
- Connie - Une jeune showgirl de Las Vegas, la maîtresse attentionnée d'Homère.
- Rocky - Rocky est le petit ami de Connie, qui ne supporte pas l'attachement d'Homère et de Connie. Cet homme peu scrupuleux semble avoir un lien avec la mafia locale.
- Galopin - Galopin est un chien de berger que rencontrera Homère à la ferme. Galopin se montrera très accueillant et très généreux avec notre héros. L'un comme l'autre, il s'échangeront des astuces au sujet de la vie à la ferme ou de la vie à la ville.
- Flip et Flop - Deux beagles jumeaux, Flip et Flop ne cessent de se contredirent. Dans l'une des scènes du film, ils ne sont même pas capables de se différencier l'un l'autre.
- Marquis - Marquis est un grand chien de chasse un peu mou et pataud, sauf lorsqu'il s'agit de manger. C'est lui qui apprendra à Homère les « folles » activités qu'ils ont à la campagne. « Quand la nuit tombe, on aboie à la Lune, c'est amusant ».
- Max - Max est un berger allemand et, bien qu'il n'occupe pas un grand rôle, il semble être le chien le plus sage et le plus âgé de la bande.
- Daisy - Daisy est le colley de la ferme voisine. Son rôle est de faire fuir les corbeaux dans un champ de maïs. C'est là qu'elle rencontrera Homère, qui fera tout pour la séduire. Finalement, c'est le naturel d'Homère qui plaira le plus à Daisy. Plus tard, Homère et Daisy auront six petits. Cinq ressemblant comme deux gouttes d'eau à leur père, et une petite sixième, ressemblant trait pour trait à sa mère.

## Doublage

### Voix originales
- Rodney Dangerfield : Homère
- Susan Boyd : Daisy
- Ronnie Schell : Eddie
- Ned Luke : Raffles
- Shawn Southwick : Connie
- Dana Hill : Danny
- Sal Landi : Rocky
- Tom Williams : Coyote / Rooster
- Chris Latta : Big Boss / Coyote / Sparky / Loup / Cheval
- Bob Bergen : Gangster / Ferme
- Paxton Whitehead : Conte
- Ron Taylor : Mugsy / Bruno
- Bert Kramer : Max

### Voix françaises
- Bernard Alane : Homère
- Céline Monsarrat : Daisy
- Thierry Wermuth : Galopin
- Martine Meirhaeghe : Connie
- ?? : Hardy
- Charles Pestel : Danny
- Pascal Renwick : Rocky

### Voix québécoises[1]
- Albert Millaire : Homère (voix)
- Daniel Lesourd : Eddy
- Violette Chauveau : Connie
- Guy Nadon : Rocky
- Sébastien Thouny : Danny
- Yves Massicotte : Max
- Marie-Andrée Corneille : Maman/Daisy
- Jacques Lavallée : Cal
- François Godin : Raffles
- Anne Caron : Quennie / la Poule

## Remarque
Le personnage d'Homère (en VO, Rover Dangerfield) est inspiré de Rodney Dangerfield, acteur et réalisateur américain.
Il a lui-même écrit et coproduit le film et double son personnage dans la version originale. Le physique du personnage est lui-même inspiré du physique de l'acteur.